# Маленькая Британия
«Маленькая Британия», (англ. Little Britain) — британское сатирическое скетч-шоу, впервые появившееся на радио «BBC», а затем и на телевидении. Авторы идеи и исполнители главных ролей — Дэвид Уолльямс и Мэтт Лукас. «Голос» сериала (рассказчик) — Том Бейкер.
Название шоу является аллюзией на название «Великобритания». Скетчи оформлены в виде повествования о жителях Великобритании и предваряются комментариями рассказчика, говорящего о «людях Британии». В России шоу транслировалось на телеканалах «Весёлое ТВ», «Настоящее смешное телевидение», «2х2», «Комедия ТВ», «21+» и «MTV Россия».

## Персонажи и вымышленные места действия

### Лу Тодд и Энди Пипкин
Херби, округ Нортвестшир (англ. Herbie, county of Northwestshire). Энди Пипкин (англ. Andy Pipkin; Мэтт Лукас), симулирующий паралич ног и слабоумие, беззастенчиво пользуется слепой добротой ухаживающего за ним друга Лу Тодда (англ. Lou Todd; Дэвид Уолльямс). Большинство гэгов построены на действиях, которые Энди совершает за спиной Лу (лазание по деревьям, прыжок с парашютом, купание в море).

### Кэрол Бир
Кэрол Бир (англ. Carol Beer; Дэвид Уолльямс) — девушка-клерк с бесконечным равнодушием и презрением к клиенту. Где бы она ни работала — в банке, туристической фирме — она всегда отказывает посетителям в их просьбах, ссылаясь на компьютер (её коронная фраза — «Компьютер говорит „нет“»). Презрение к клиенту вызывает у Кэрол непреодолимое желание кашлянуть ему в лицо после разговора.

### Марджори Доуэс
Сессекс (англ. Sessex, аналогия с графством Суссекс). Марджори Доуэс (англ. Marjorie Dawes; Мэтт Лукас) — руководитель группы по похудению «Борцы с жиром» (англ. Fat Fighters). Основной метод борьбы для Марджори — издевательское унижение членов группы, которых она ненавидит так, что даже не скрывает этого. Отрицательная характеристика Марджори дополняется иногда её тайным чревоугодием и неконтролируемыми приступами гнева из зависти или ревности.

### Эдди (Эмили) Ховард
Херн-Бей (англ. Herne Bay). Эдди Ховард (англ. Eddie Howard; Дэвид Уолльямс) — трансвестит, который отрицает, что он мужчина, ходит одетым в платья викторианской эпохи. Юмор построен на абсурдных обстоятельствах, в которых он находится, повторяя фразу «Я — леди». В большинстве серий появляется вместе с усатым другом-трансвеститом Фредом Брауном (англ. Fred Brown; Мэтт Лукас), представляющимся как «Флоренс Роуз» (англ. Florence Rose).

### Доктор Лоуренс и Энн
Врач психиатрической больницы имени Стивена Спилберга доктор Лоуренс (англ. Dr. Lawrence; Мэтт Лукас) на примере пациентки Энн (англ. Anne; Дэвид Уолльямс) пытается демонстрировать инспектору заведения мнимые успехи в лечении больных, однако безумные действия Энн разрушают видимость благополучия.

### Себастьян Лав и Премьер-министр
Улица Даунинг-стрит, дом 10 (англ. 10 Downing Street). Себастьян Лав (англ. Sebastian Love; Дэвид Уолльямс) — помощник Премьер-министра Великобритании Майкла Стивенса (Энтони Хэд). Себастьян — гей, влюблённый в своего начальника. В последнем сезоне сериала Себастьян сам становится Премьер-министром.

### Мистер Мужчина
Флегм (англ. Phlegm). Мистер Мужчина (англ. Mr. Mann; Дэвид Уолльямс) — обобщённый образ «вредного покупателя», донимающего продавцов магазинов нелепыми требованиями к товару, чтобы найти повод уйти без покупки. Комический эффект усилен тем, что, помимо него самого, и помещение магазина, и продавец Рой (англ. Roy; Мэтт Лукас) и его невидимый консультант, жена Маргарет — одни и те же во всех скетчах; меняются только ассортимент и покупательские претензии Мистера Мужчины. Выделенный юмористический рефрен — момент консультации Роя с Маргарет: Рой пятится к задней двери, усиленно стараясь не терять товар и покупателя из виду, и задаёт жене вопрос (связанный с внутренним ассортиментом магазина); после напряжённой задержки, он получает вполне квалифицированный ответ. Маргарет никогда не появляется в кадре, слышен только её голос; в одном из скетчей это объясняется тем, что она инвалид (у неё нет рук и ног).

### Рэй Маккуни
Между Эдинбургом и Глазго. Рэй Маккуни (англ. Ray McCooney; Дэвид Уолльямс) — хозяин частного отеля, который разговаривает с клиентами, используя различные загадки, недомолвки и игру на флейте-пикколо.

### Даффид Томас
Лландеви Бреффи (англ. Llandewi Breffi). 25-летний Даффид Томас (англ. Daffyd Thomas; Мэтт Лукас) — житель шахтёрского посёлка, который настойчиво пытается привлечь внимание окружающих, объявляя себя геем (судя по всему, безосновательно), к тому же «единственным геем в деревне» (что неоднократно разоблачается) и гей-активистом (на фоне полной толерантности или равнодушия своих земляков).

### Пэт и Дон
Сессекс. Семейная пара, обедающая в индийском ресторане. Дон постоянно заказывает острые блюда, отведав которых, начинает говорить разными голосами, произнося цитаты из разных фильмов.

### Викки Поллард
Даркли Нун (англ. Darkley Noone). Викки Поллард (англ. Vicky Pollard; Мэтт Лукас) — девочка-подросток и гопник (чаветта), которая вместо ответа на задаваемые ей вопросы начинает очень быстро рассказывать придумываемые буквально «на ходу» сплетни. Многодетная мать и школьница одновременно.

### Йэн и Йэн
Йэн и Йэн (англ. Ian and Ian) — персонажи, завершавшие каждую серию 1 сезона. Они пытаются побить всевозможные мировые рекорды, но им мешают это сделать различные условия, нужные для того, чтоб рекорд был засчитан (например, приготовив самый большой пирог, они не могут поставить его в маленькую духовку).

### Питер Андре
Питер Андре (англ. Peter Andre; Дэвид Уолльямс) — бывший королевский корреспондент «BBC», который после увольнения за сюрреалистические и ложные заявления о королевской семье влюбляется в принцессу Анну. Он всеми силами пытается привлечь её внимание разными поступками (чтением стихов; пением серенады), но каждый раз им кто-то мешает.
Имя персонажа является отсылкой к английскому исполнителю Питеру Андре.

### Лен Бутте
Лен Бутте (англ. Len Boothe; Дэвид Уолльямс) — экскурсовод, который после каждой остановки автобуса у достопримечательности вспоминает и рассказывает туристам об развитии отношений со своей женой Айлин, с которой они прожили вместе 32 года. С каждым скетчем воспоминания становятся более вульгарными.

### Сэр Бернард Чумли
Сэр Бернард Чумли (англ. Sir Bernard Chumley; Мэтт Лукас) — вышедший в тираж актёр, опекающий (очевидно, против своей воли) свою сестру Китти, которая лежит в коме после автомобильной аварии. Каждый раз, даже когда его никто не спрашивает, он неизменно заявляет, что не имеет отношения к инвалидности сестры, из чего можно заключить, что он к этому причастен. В одном из скетчей выясняется, что он гей.
У этого персонажа есть собственный 6-серийный телесериал, вышедший в 1998 году.

### Мистер Кливс
Мистер Кливс (англ. Mr. Cleeves; Мэтт Лукас) — традиционно одетый, но эксцентричный учитель школы грамматики Келси. В каждом скетче он совершает разные выходки (задаёт ученикам странные задачи, шумит во время проверочных работ и т. д.). Также он имеет проблемы в чтении, привычку заставлять учеников читать вслух в произвольные моменты, пишет своё имя в середине имени, также имеет скверную привычку грубо бросать тетради учеников к их столам. Имеет лишь несколько секунд обеденного перерыва и робота по совету, который уверяет его, что в будущем для людей не останется рабочих мест.

### Кенни Крейг
Троби (англ. Troby). Кенни Крейг (англ. Kenny Craig; Мэтт Лукас) — сценический гипнотизёр, который использует свои способности для таких своих целей, как обыгрывание своей матери в видеоигре и приглашение женщин на свидание (но так, чтобы потратить немного денег).

### Гэри и Джейсон
Гэри (англ. Gary; Мэтт Лукас) и Джейсон (англ. Jason; Дэвид Уолльямс) — двое друзей, которые всегда навещают бабушку Гэри. При этом Джейсон страдает чрезмерной любовью к бабушке своего друга и пытается флиртовать с ней.
На самом деле персонажей в шоу было значительно больше: в частности Няня Борис (англ. Boris the Babysitter; Дэвид Уолльямс), который хорошо справляется со своими обязанностями — учит ребёнка играть на балалайке, смотрит с ним фильм «Броненосец «Потёмкин»» и играет с куклами Ленина и Сталина.

## Критика
Шоу, в особенности второй и третий сезоны, критиковали за предвзятое отношение к меньшинствам. Например, Иоганн Хари писал:

Маленькая Британия стала средством для двух богатых детей сделать себя ещё богаче путём издевательства над беднейшими людьми Великобритании. Они поставили перед собой целью дразнить тех, кого дразнить легче всего: инвалидов, бедняков, стариков, геев и толстяков. Одним махом они уничтожили защиту от издевательств, созидавшуюся десятилетиями.
Оригинальный текст (англ.)Little Britain has been a vehicle for two rich kids to make themselves into multi-millionaires by mocking the weakest people in Britain. Their targets are almost invariably the easiest, cheapest groups to mock: the disabled, poor, elderly, gay or fat. In one fell swoop, they have demolished protections against mocking the weak that took decades to build up.
— Иоганн Хари
Подобное написал и Фергус Шеппард (англ. Fergus Sheppard) в «The Scotsman»:

Последние серии хитовой комедии BBC «Little Britain» могут притягивать рекордные количества зрителей, но они также вызывают и немыслимый хор критики с заявлениями, что шоу «потерялось», торгуя туалетным юмором в поисках дешёвого смеха, и становится всё более оскорбительным.
Оригинальный текст (англ.)The latest series of the hit BBC comedy Little Britain may be hauling in record viewing figures, but it has also sparked a previously unthinkable chorus of criticism, with claims that the show has lost its way, trading early ingenuity for swelling amounts of toilet humour in the search for cheap laughs, and becoming increasingly offensive.
— The Scotsman
Программа стала популярна среди детей, несмотря на то, что показывалась в позднее время. Из-за этого она также подвергалась критике педагогами.

## Аналоги шоу в мире
Наша Russia (Russia на англ. «Россия», произносится как Ра́ша) — сатирическо-юмористическая телепередача производства «Comedy Club Production», появившаяся на телеканале «ТНТ» в ноябре 2006 года при участии Павла Воли, Гарика Мартиросяна и Петра Буслова. Продюсеры проекта — Александр Дулерайн, Семён Слепаков и Артур Джанибекян. Исполнители главных ролей — Михаил Галустян и Сергей Светлаков. «Голос» сериала (рассказчик) — Владимир Зайцев.
Существует мнение, что программа является адаптированным российским клоном популярного британского скетч-сериала «Маленькая Британия», выходившего на телеканале «BBC» с 2003 по 2006 годы. Но 4 февраля 2007 года в эфире радиостанции «Эхо Москвы» Александр Дулерайн и Семён Слепаков категорически отвергли эти слухи и заявили, что «Наша Russia» является оригинальным проектом. Некоторые фразы из него стали крылатыми, а герои — «символами» (например, Равшан и Джамшут стали символами гастарбайтеров).
Файна Юкрайна — украинский юмористический сериал, появившийся на Новом канале в 2008 год по 2010 годам. Является адаптированным украинским клоном популярного английского скетч-сериала Little Britain, созданный благодаря инициативе украинских резидентов Comedy Club. Главные роли исполняют Сергей Притула и Андрей Молочный, известные зрителям как резиденты украинского Comedy Club. Первый отличался одиночными номерами как Сергей Притула Тернопольский-Серый, а второй выступал в «Дуэте имени Чехова» с другим резидентом — Антоном Лирником.
Наша KZаша («Наша Казаша») — казахстанский юмористический сериал, является адаптированным казахстанским клоном популярных английского скетч-шоу Little Britain и российского скетч-шоу Наша Russia. Сериал появился на телеканале КТК в конце 2008 года при участии Нуртаса Адамбаева, Даута Шайхисламова и Сабита Рахимбаева, известных ранее как игроки различных команд КВН.
Наша Belarussia («Наша Белараша») — белорусский аналог популярных английского скетч-шоу Little Britain и российского проекта Наша Russia производства Comedy Club Production. Создан в 2007 году при поддержке авторов Нашей Раши и резидента Comedy Club Вадима «Рэмбо» Галыгина. Проект выходил на телеканале ОНТ
Yere1 (Yere-One, Yerevan) — армянский юмористический сериал, является адаптированным армянским клоном популярных английского скетч-шоу Little Britain и российского скетч-шоу Наша Russia. Сериал появился на телеканале Армения ТВ в 2010 году при участии Армена Петросяна, Ованнеса Азояна и Григора Даниеляна, известных ранее как игроки различных команд КВН.